# 井上福子
井上 福子（いのうえ ふくこ、1963年10月18日 - ）は、日本の経営学者、国際公務員。国際原子力機関上級人事担当官等を経て、同志社大学大学院ビジネス研究科教授、エクセディ取締役、ローム取締役。

## 人物・経歴
1987年UCC上島珈琲入社。1996年インディアナ大学ケリー経営学部アントレプレナーシップ専攻修了、MBA。同年ロンドン大学ロンドン・スクール・オブ・エコノミクス修了、M.Sc.（比較労使関係および人事管理）。同年アジア開発銀行予算人事局人事部人事担当官、トレーニング担当官。
2000年ヒューイット・アソシエイツジャパンコンサルタント。2002年ゼネラル・エレクトリックコーポレートラーニングリソーシーズプログラムマネージャー。2004年ボーダフォンジャパン総務人事本部人材開発担当部長。2006年ティファニーアンドカンパニージャパン総務人事本部人事部長。
神戸大学大学院経営学研究科を経て、2011年博士（経営学）。同年SAPジャパン人事本部長。2013年国際原子力機関マネジメント局人事部人材計画課課長、上級人事担当官。2018年同志社大学大学院ビジネス研究科教授。2022年エクセディ取締役。2023年ローム取締役。